# Universitat de Franeker
La Universitat de Franeker (activa entre 1585-1811) fou una universitat situada a Franeker, a la província de Frísia, actualment part dels Països Baixos. Era la segona universitat neerlandesa més antiga, fundada poc després de la Universitat de Leiden.
També coneguda com a Academiæ Franekerensis o «Universitat de Friesland», era escala dels colons puritans, com Peter Stuyvesant, que escapaven de les persecucions del bisbe Laud, en el seu camí cap a Amèrica. També René Descartes va estudiar en aquesta universitat entre 1628 i 1630.
La universitat estava constituïda pels departaments de Teologia, Dret, Medicina, Filosofia, Matemàtiques i Física.
En els seus inicis la universitat tenia una excel·lent reputació i prestigi, on va atraure estudiants de terres llunyanes, però a partir de 1700 va començar el seu declivi. La universitat va ser dissolta per Napoleó el 1811, juntament amb la Universitat de Harderwijk.